# Giuseppe Di Capua
Giuseppe Di Capua (Salerno, 15 maart 1958) is een Italiaans stuurman bij het roeien. Di Capua was als stuurman gespecialiseerd in de twee-met-stuurman. Di Capua haalde al zijn medailles en titels met uitzondering van de Paralympische medailles samen met de broers Carmine Abbagnale en Giuseppe Abbagnale. Vanaf 2013 is Di Capua als stuurman betrokken bij het Paralympische roeien in de gemengde vier-met-stuurman. Di Capua maakte zijn Paralympische debuut in 2016.

## Resultaten
- Wereldkampioenschappen roeien 1979 in Bled 7e in de twee-met-stuurman
- Olympische Zomerspelen 1980 in Moskou 7e in de twee-met-stuurman
- Wereldkampioenschappen roeien 1981 in München  in de twee-met-stuurman
- Wereldkampioenschappen roeien 1982 in Luzern  in de twee-met-stuurman
- Wereldkampioenschappen roeien 1983 in Duisburg  in de twee-met-stuurman
- Olympische Zomerspelen 1984 in Los Angeles  in de twee-met-stuurman
- Wereldkampioenschappen roeien 1985 in Hazewinkel  in de twee-met-stuurman
- Wereldkampioenschappen roeien 1986 in Nottingham  in de twee-met-stuurman
- Wereldkampioenschappen roeien 1987 in Kopenhagen  in de twee-met-stuurman
- Olympische Zomerspelen 1988 in Seoel  in de twee-met-stuurman
- Wereldkampioenschappen roeien 1989 in Bled  in de twee-met-stuurman
- Wereldkampioenschappen roeien 1990 in Barrington  in de twee-met-stuurman
- Wereldkampioenschappen roeien 1991 in Wenen  in de twee-met-stuurman
- Olympische Zomerspelen 1992 in Barcelona  in de twee-met-stuurman
- Wereldkampioenschappen roeien 1993 in Račice  in de twee-met-stuurman
- Wereldkampioenschappen roeien 1994 in Indianapolis 9de in de acht
- Wereldkampioenschappen roeien 1995 in Tampere 7de in de acht

## Resultaten Paralympisch roeien
- Wereldkampioenschappen roeien 2013 in Chungju  in de gemengde-vier-met-stuurman
- Wereldkampioenschappen roeien 2014 in Amsterdam  in de gemengde-vier-met-stuurman

1900: François Brandt & Roelof Klein ·
1920: Ercole Olgeni & Giovanni Scatturin & Guido de Filip ·
1924: Édouard Candeveau & Alfred Felber & Émile Lachapelle ·
1928: Hans Schöchlin & Karl Schöchlin & Hans Bourquin ·
1932: Joseph Schauers & Charles Kieffer & Edward Jennings ·
1936: Gerhard Gustmann & Herbert Adamski & Dieter Arend ·
1948: Finn Pedersen & Tage Henriksen & Carl Ebbe Andersen ·
1952: Raymond Salles & Gaston Mercier & Bernard Malivoire ·
1956: Arthur Ayrault & Conn Findlay & Armin Kurt Seiffert ·
1960: Bernhard Knubel & Heinz Renneberg & Klaus Zerta ·
1964: Edward Ferry & Conn Findlay & Henry Kent Mitchell ·
1968: Primo Baran & Renzo Sambo & Bruno Cipolla ·
1972: Wolfgang Gunkel & Jörg Lucke & Klaus-Dieter Neubert ·
1976: Harald Jährling & Friedrich-Wilhelm Ulrich & Georg Spohr ·
1980: Harald Jährling & Friedrich-Wilhelm Ulrich & Georg Spohr ·
1984: Carmine Abbagnale & Giuseppe Abbagnale & Giuseppe Di Capua ·
1988: Carmine Abbagnale & Giuseppe Abbagnale & Giuseppe Di Capua ·
1992: Jonathan Searle & Gregory Searle & Garry Herbert